# Hanna Kosonen
Hanna Kosonen (ur. 27 lutego 1976 w Savonlinnie) – fińska polityk i narciarka, posłanka do Eduskunty, od 2019 do 2020 minister nauki i kultury.

## Życiorys
Uprawiała narciarski bieg na orientację. Największe sukcesy odniosła w 2000, wówczas na mistrzostwach świata zdobyła brązowy medal na dystansie klasycznym i złoty medal w sztafecie. Ukończyła w 2003 filozofię na Uniwersytecie w Jyväskylä. Pracowała zawodowo w sektorze prywatnym.
Zaangażowała się w działalność polityczną w ramach Partii Centrum. W 2015 po raz pierwszy została deputowaną do Eduskunty. Z powodzeniem ubiegała się reelekcję w wyborach w 2019 i 2023.
W sierpniu 2019 objęła urząd ministra nauki i kultury w rządzie Anttiego Rinne. Zastąpiła na tej funkcji Annikę Saarikko, która ustąpiła w związku z zaplanowanym rocznym urlopem macierzyńskim. Pozostała na tym stanowisku również w powołanym w grudniu 2019 gabinecie Sanny Marin. Zakończyła urzędowanie w sierpniu 2020, gdy na stanowisko ministra powróciła Annika Saarikko.